# Tháng 6 năm 2011
Tháng 6 năm 2011 bắt đầu vào thứ Tư và kết thúc sau 30 ngày vào thứ Năm.

## Chủ đề:Thời sự
| Thứ tư, ngày 1 tháng 6                                                 |
| - Sepp Blatter tái đắc cử chức vụ Chủ tịch Liên đoàn Bóng đá Thế giới. |

| Thứ năm, ngày 2 tháng 6                                                                                           |
| - Loài giun tròn Halicephalobus mephisto, sinh vật đa bào sống sâu nhất dưới lòng đất, được khám phá tại Nam Phi. |

| Thứ bảy, ngày 4 tháng 6 |
| - Tổng thống Yemen Ali Abdullah Saleh đến Ả Rập Xê Út để điều trị sau khi bị thương trong một trận tấn công vào dinh tổng thống. |

| Chủ nhật, ngày 5 tháng 6                                                            |
| - Tay vợt nữ Lý Na vô địch đơn nữ, Rafael Nadal vô địch đơn nam giải Roland-Garros. |

| Thứ hai, ngày 6 tháng 6                                                 |
| - Thủ tướng Cộng hòa Macedonia Nikola Gruevski được bầu lại lần thứ ba. |

| Thứ ba, ngày 7 tháng 6 |
| - Gần 40 triệu thẻ điện tử cần được thay thế do lỗ hổng trong hệ thống xác thực SecurID của hãng bảo mật RSA. - IUPAC công nhận các nguyên tố siêu urani ununquadi và ununhexi. - Soyuz TMA-02M được phóng lên từ Sân bay vũ trụ Baykonur để chở ba người đến Trạm vũ trụ Quốc tế. |

| Thứ tư, ngày 8 tháng 6 |
| - Fazul Abdullah Mohammed, người chủ mưu các vụ đánh bom đại sứ quán Hoa Kỳ 1998 ở Kenya và Tanzania, bị quân đội chính phủ Somalia hạ sát lúc 2:00 sáng tại hành lang Afgooye, tây bắc Mogadishu, Somalia. - Tại New York, các đại diện của Maroc và Tây Sahara kết thúc cuộc đàm phán do Liên Hợp Quốc hỗ trợ về việc giải quyết cuộc xung đột giữa hai nước mà không đạt được một thỏa thuận thỏa đáng cho cả hai bên. |

| Thứ năm, ngày 9 tháng 6 |
| - Dẫn độ Cesare Battisti: - Phiến quân cộng sản Cesare Battisti người Ý được trả tự do khỏi nhà tù ở Brasil sau khi Tòa án Hiến pháp Brasil chống lại việc dẫn độ ông để đối mặt với các cáo buộc ở Ý. - Ý tuyên bố sẽ kiện Brasil tại Tòa án Công lý Quốc tế đối với hành động vi phạm hiệp ước dẫn độ song phương này. |

| Thứ bảy, ngày 11 tháng 6 |
| - Nổi dậy ở Bahrain 2011: Hơn 10.000 người tham gia một cuộc biểu tình chống đối lần đầu tiên trong nhiều tháng kêu gọi cải cách. |

| Chủ nhật, ngày 12 tháng 6                                                                                                  |
| - Đảng Công lý và Phát triển của Thủ tướng Recep Tayyip Erdoğan duy trì đa số ghế trong cuộc tổng tuyển cử tại Thổ Nhĩ Kỳ. |

| Thứ hai, ngày 13 tháng 6                                                                                   |
| - Việt Nam tiến hành tập trận bằng đạn thật ở Biển Đông trong bối cảnh tranh chấp với láng giềng phía bắc. |

| Thứ tư, ngày 15 tháng 6                                  |
| - Nguyệt thực toàn phần đầu tiên trong năm 2011 diễn ra. |

| Thứ năm, ngày 16 tháng 6                                            |
| - Ayman al-Zawahiri kế nhiệm Osama bin Laden làm thủ lĩnh al-Qaida. |

| Thứ sáu, ngày 17 tháng 6 |
| - Do loạt biểu tình tại Maroc, Quốc vương Mohammed VI đề nghị một cuộc cải cách sẽ được biểu quyết trong cuộc trưng cầu dân ý. |

| Chủ nhật, ngày 19 tháng 6                                                 |
| - Alyssa Campanella, Hoa hậu California, được trao vương miện Hoa hậu Mỹ. |

| Thứ hai, ngày 20 tháng 6 |
| - ICANN quyết định mở rộng danh sách các tên miền cấp cao nhất dùng chung để cho các công ty và tổ chức chọn những hậu tố URL riêng. |

| Thứ tư, ngày 22 tháng 6                                     |
| - Ban Ki-moon tái đắc cử chức vụ Tổng Thư ký Liên Hợp Quốc. |

| Thứ sáu, ngày 24 tháng 6                                                                                     |
| - Tòa án Hình sự Quốc tế cho Rwanda kết án Pauline Nyiramasuhuko tội diệt chủng trong Nạn diệt chủng Rwanda. |

| Thứ bảy, ngày 25 tháng 6                           |
| - Nhóm tin tặc máy tính LulzSec tuyên bố giải tán. |

| Thứ hai, ngày 27 tháng 6 |
| - Tòa án Hình sự Quốc tế ra lệnh truy nã Muammar al-Gaddafi vì tội ác chống lại loài người trong cuộc nội chiến đang diễn ra tại Libya. |

| Thứ tư, ngày 29 tháng 6 |
| - Bộ trưởng Tài chính Pháp Christine Lagarde được bổ nhiệm giữ chức vụ Tổng giám đốc Quỹ Tiền tệ Quốc tế với nhiệm kỳ bắt đầu từ 5 tháng 7. |

| Thứ năm, ngày 30 tháng 6 |
| - Glenn Beck tổ chức chương trình cuối cùng của mình trên kênh Fox News của Mỹ. - Neil Entwistle người Anh chống lại bản tuyên án giết vợ và con gái của ông ở Massachusetts, Mỹ. |